# Laconnex

Laconnex é uma comuna suíça do Cantão de Genebra que fica rodeada por Soral, Avusy, Avully, Cartigny e Bernex

Segundo o Departamento Federal de Estatísticas Laconnex ocupa uma superfície de 3.83  km2 dos quais só 10.4 % são habitáveis e 79.9 % está dedicado à agricultura. Mesmo se a população é reduzida ela aumentou consideravelmente entre estes últimos 20 anos passando de 384 a 609 habitantes.